# 루한스크주
루한스크주(우크라이나어: Луганська область 루한스카 오블라스티[*])는 우크라이나 최동단에 위치한 주로 주도는 루한스크(법률상)이며 면적은 26,684km2, 인구는 2,102,921명(2022년)이다. 북쪽으로는 러시아 벨고로드주와 보로네시주, 동쪽과 남쪽으로는 러시아 로스토프주, 서쪽으로는 하르키우주, 도네츠크주와 접한다.

## 역사
1938년 클리멘트 보로실로프의 이름을 딴 보로실로우흐라드주(Ворошиловградська область)로 성립되었다. 보로실로우흐라드라는 이름은 1958년까지, 그리고 다시 1970년부터 1990년 사이에 쓰였다.
2014년 친(親)러시아 무장 세력이 루간스크 인민공화국이라는 이름으로 우크라이나로부터의 분리 독립을 선언하였다. 이 때문에 우크라이나 당국은 임시 주도를 세베로도네츠크로 옮겼다. 2022년 러시아의 우크라이나 침공이 진행 중이던 2022년 6월 25일에 세베로도네츠크가 러시아 연방군과 루간스크 인민공화국 군대에 의해 함락되었고 2022년 7월 3일에는 리시찬스크가 함락되었다.
2022년 9월에는 러시아가 도네츠크 인민공화국, 루간스크 인민공화국, 자포리자주, 헤르손주의 합병을 선언했으나, 국제 사회는 이를 승인하지 않았다. 2022년 우크라이나 동부 역공세로 우크라이나 정부가 일부 지역을 다시 차지하였으나, 관내에 주 정부를 재건하지 않고 망명 지방정부 상태를 유지 중이다.

## 주민
2001년 인구조사 결과 우크라이나인이 주민의 58%를 차지하며 주요 소수 민족은 러시아인(39.1%), 벨라루스인(0.8%) 등이다. 그러나 민족적 조성(造成)과는 달리 이 곳 주민들의 68.8%는 러시아어 사용자들이다. 우크라이나어 사용자는 30%에 불과하다.

## 같이 보기
- 2014년 돈바스 지위 주민투표